# Sigurður Ingi Jóhannsson
Sigurður Ingi Jóhannsson, né le 20 avril 1962 à Selfoss, est un homme d'État islandais, membre du Parti du progrès (Fram) et Premier ministre d'avril 2016 à janvier 2017.

## Biographie

### Débuts en politique
Il est élu en 2009 député de la circonscription de Suðurkjördæmi à l'Althing.
Réélu pour un second mandat en 2013, il est nommé le 23 mai suivant ministre de la Pêche et de l'Agriculture, et ministre de l'Environnement et des Ressources naturelles dans le gouvernement de coalition formé par le président du Fram, Sigmundur Davíð Gunnlaugsson. Le 31 décembre 2014, il quitte ses fonctions de ministre de l'Environnement.

### Premier ministre
Après que Gunnlaugsson a démissionné à cause du scandale des Panama Papers, le Fram et le Parti de l'indépendance (Sja) s'accordent pour maintenir leur coalition, former un nouveau gouvernement dirigé par Sigurður Ingi Jóhannsson et convoquer des élections anticipées à l'automne.
Il prend ses fonctions à la tête du gouvernement le 7 avril. Initialement attendu comme Premier ministre par intérim, il est en fait définitivement installé dans cette fonction.
Le 3 octobre 2016, il est élu président du Parti du progrès par 52,7 % des suffrages exprimés au cours du congrès du parti contre 46,8 % à Gunnlaugsson.